# 第一思春期。
『第一思春期。』（だいいちししゅんき）は、2014年11月26日にProject TKから発売された夢みるアドレセンスの初のオリジナルアルバム。

## 概要
- 本作は夢みるアドレセンスにとって初めてのフルアルバムとなる。また、15曲中11曲がリリース済みの曲であり、本作以前に発売されたミニアルバム「泣き虫スナイパ→」と「純情マリオネット」の曲も収録されておりベスト・アルバム的側面も含まれる。それに加え、本作がインディーズとしての発売が最後という事もあり、夢みるアドレセンスのインディーズ時代の集大成のアルバムである。
- ミュージック・ビデオが収録されたDVD付きの初回限定盤は夢みるアドレセンスのイベント会場および公式通販のみでの販売となっており[1]、一般のCD販売店やAmazonなどの公式以外の通販サイトでは通常盤のみの販売となっている。
- 通常盤CDのジャケットはメンバーの写真ではなくイラストが使用されている。
- 本作の全15曲中7曲がagehasprings(およびonetrap)提供楽曲となっている[2][3]。

## 収録内容
| #   | タイトル                                          | 作詞       | 作曲                        | 編曲                    |
| --- | ------------------------------------------------- | ---------- | --------------------------- | ----------------------- |
| 1.  | 「OVERTURE」                                      |            | 高橋浩一郎                  | 高橋浩一郎              |
| 2.  | 「ステルス部会25:00」                             | Akiko.N    | KOMODA                      | Integral Clover, KOMODA |
| 3.  | 「マワルセカイ」                                  | 美音子     | 長沼良                      | Integral Clover         |
| 4.  | 「泣き虫スナイパ→」                               | 井筒日美   | 上杉洋史                    | 上杉洋史                |
| 5.  | 「純情マリオネット」                              | 井筒日美   | 山口俊樹                    | 上杉洋史                |
| 6.  | 「証明ティンエイジャー」                          | Akiko.N    | 岡本武士                    | 南田健吾                |
| 7.  | 「絶対的シンパシー」                              | tzk        | 鈴木ともよし                | 高橋浩一郎              |
| 8.  | 「キャンディちゃん」(CANDY by Ameba CMタイアップ) | 児玉雨子   | Taisho                      | Taisho                  |
| 9.  | 「ひまわりハート」                                | 有里泉美   | 上杉洋史                    | 上杉洋史                |
| 10. | 「17:30のアニメ」                                 | 児玉雨子   | 原田アツシ                  | M&A                     |
| 11. | 「ヒロイン」                                      | 大塚ひとみ | 内藤英雅                    | 成瀬裕介                |
| 12. | 「どこにでもいる、至って普通」                    | 児玉雨子   | Taisho                      | Taisho                  |
| 13. | 「涙が出るくらい 伝えたい想い」                   | 秋浦智裕   | 中野領太                    | 成瀬裕介                |
| 14. | 「JUMP!」                                         | 鈴木静那   | 山元祐介                    | 山元祐介                |
| 15. | 「秘密」                                          | Juli Shono | Steve Diamond, Jin Nakamura | Jin Nakamura            |

| #  | タイトル                              | 作詞 | 作曲・編曲 |
| -- | ------------------------------------- | ---- | ---------- |
| 1. | 「泣き虫スナイパ→」(Music Video)      |      |            |
| 2. | 「純情マリオネット」(Music Video)     |      |            |
| 3. | 「マワルセカイ」(Music Video)         |      |            |
| 4. | 「JUMP!」(Music Video)                |      |            |
| 5. | 「証明ティンエイジャー」(Music Video) |      |            |
| 6. | 「ステルス部会25:00」(Music Video)    |      |            |